# Вишур (Можгинский район)
Вишур — деревня в Можгинском районе Удмуртии, входит в Нынекское сельское поселение. Находится в 34 км к юго-западу от Можги и в 108 км к юго-западу от центра Ижевска.